# Kvalitativní analýza rizik
Kvalitativní analýza rizik používá slov k popisu rozsahu možných následků a pravděpodobností, že se tyto následky přihodí . Užité škály mohou být přizpůsobeny nebo upraveny tak, aby vyhovovaly okolnostem, a různá rizika mohou být popsána různým způsobem.
Kvalitativní analýza se používá:
- Jako úvodní přehled vedoucí k identifikaci rizik, která vyžadují podrobnější zkoumání;
- Tam, kde tento druh analýzy postačuje k rozhodování; nebo
- Tam, kde číselné údaje nebo zdroje nejsou dostatečné k provedení kvantitativní analýzy.

Kvalitativní analýza by měla obsahovat skutečná fakta a dostupné údaje.
Kvalitativní přístupy a metody mohou být založeny na:
- Hodnocení využívající multioborové skupiny respondentů,
- Hodnocení specialistů a expertů,
- Strukturovaná interview a dotazníky.

## Kvalitativní přístup pro projektová rizika
Pozitiva tohoto přístupu jsou zejména ve schopnosti hodnotit dopady na organizaci nebo jedince, které nelze elementárně vyjádřit v peněžních jednotkách (jak je běžné u kvantitativních analýz). Hodnocení dopadů kvalitativním přístupem však v dnešních metodikách postrádá konzistentnost a schopnost pokrýt všechny aspekty, podle kterých je nutné dopady hodnotit. V praxi si každý rizikový analytik vytváří vlastní způsoby hodnocení dopadů a i dalších parametrů pro stanovení míry rizika.
Kvalitativní přístup pro hodnocení rizik je teoreticky definovaný, nicméně chybí jasná vazba na praktické využívání ve formě například vodítek hodnocení dopadů nebo detailních návodů na stanovení pravděpodobnosti.
Zejména univerzální vodítka pro hodnocení dopadů mohou dále nabídnout možnost porovnávat dopady a rizika mezi více projekty i organizacemi. V současnosti existuje vysoká poptávka po benchmarkingu, kdy jsou jednotlivá rizika srovnávána skrze více organizací. Například v oblasti bezpečnosti informací jsou na každoročním základě prováděny průzkumy, které odhalují dopady bezpečnostních incidentů nebo porovnávají úroveň a stav bezpečnosti v různých organizacích. Takové srovnání vyžaduje jednotnou metriku a sjednocený pohled na rizika, dopady nebo stanovování pravděpodobností.